# Блаце (Сливно)
Блаце су насељено место у саставу општине Сливно, Дубровачко-неретванска жупанија, Република Хрватска.

## Историја
До територијалне реорганизације у Хрватској налазиле су се у саставу старе општине Метковић.

## Становништво
На попису становништва 2011. године, Блаце су имале 317 становника.
| Број становника по пописима | Број становника по пописима | Број становника по пописима | Број становника по пописима | Број становника по пописима | Број становника по пописима | Број становника по пописима | Број становника по пописима | Број становника по пописима | Број становника по пописима | Број становника по пописима | Број становника по пописима | Број становника по пописима | Број становника по пописима | Број становника по пописима | Број становника по пописима |
| --------------------------- | --------------------------- | --------------------------- | --------------------------- | --------------------------- | --------------------------- | --------------------------- | --------------------------- | --------------------------- | --------------------------- | --------------------------- | --------------------------- | --------------------------- | --------------------------- | --------------------------- | --------------------------- |
| 1857                        | 1869                        | 1880                        | 1890                        | 1900                        | 1910                        | 1921                        | 1931                        | 1948                        | 1953                        | 1961                        | 1971                        | 1981                        | 1991                        | 2001                        | 2011                        |
| 0                           | 0                           | 103                         | 127                         | 157                         | 184                         | 0                           | 278                         | 186                         | 182                         | 173                         | 182                         | 205                         | 201                         | 318                         | 317                         |

Напомена: Од 1890. до 1910. исказивано као део насеља под именом Блаца. У 1857, 1869. и 1921. подаци су садржани у насељу Сливно Равно.

### Попис1991.
На попису становништва 1991. године, насељено место Блаце је имало 201 становника, следећег националног састава:
| Попис 1991.‍  | Попис 1991.‍  | Попис 1991.‍ | Попис 1991.‍ | Попис 1991.‍ |
| ------------ | ------------ | ----------- | ----------- | ----------- |
|              |              |             |             |             |
| Хрвати       | Хрвати       |             | 200         | 99,50%      |
| неопредељени | неопредељени |             | 1           | 0,49%       |
| укупно: 201  |              |             |             |             |